# Brother Sun, Sister Moon
Albums de Donovan
Sixty Four
(2004) Beat Cafe
(2004)
Brother Sun, Sister Moon est un album de Donovan sorti en 2004. Il s'agit de ré-enregistrements de titres composés par le chanteur en 1972 pour la bande originale du film de Franco Zeffirelli François et le Chemin du soleil, qui n'avaient jamais connu de parution officielle jusqu'alors.

## Titres
Toutes les chansons sont de Donovan.
1. The Little Church – 3:26
2. The Lovely Day – 2:20
3. Lullaby – 2:31
4. Brother Sun, Sister Moon – 2:02
5. A Soldier's Dream – 3:03
6. Shape in the Sky – 2:35
7. Gentle Heart – 3:52
8. The Year Is Awakening – 3:15
9. Island of Circles – 2:56
10. The Lovely Day (Instrumental) – 2:16